# La Genevraye
La Genevraye ist eine französische Gemeinde mit 827 Einwohnern (Stand: 1. Januar 2022) im Département Seine-et-Marne in der Region Île-de-France. Sie gehört zum Arrondissement Fontainebleau und zum Kanton Nemours.

## Geographie

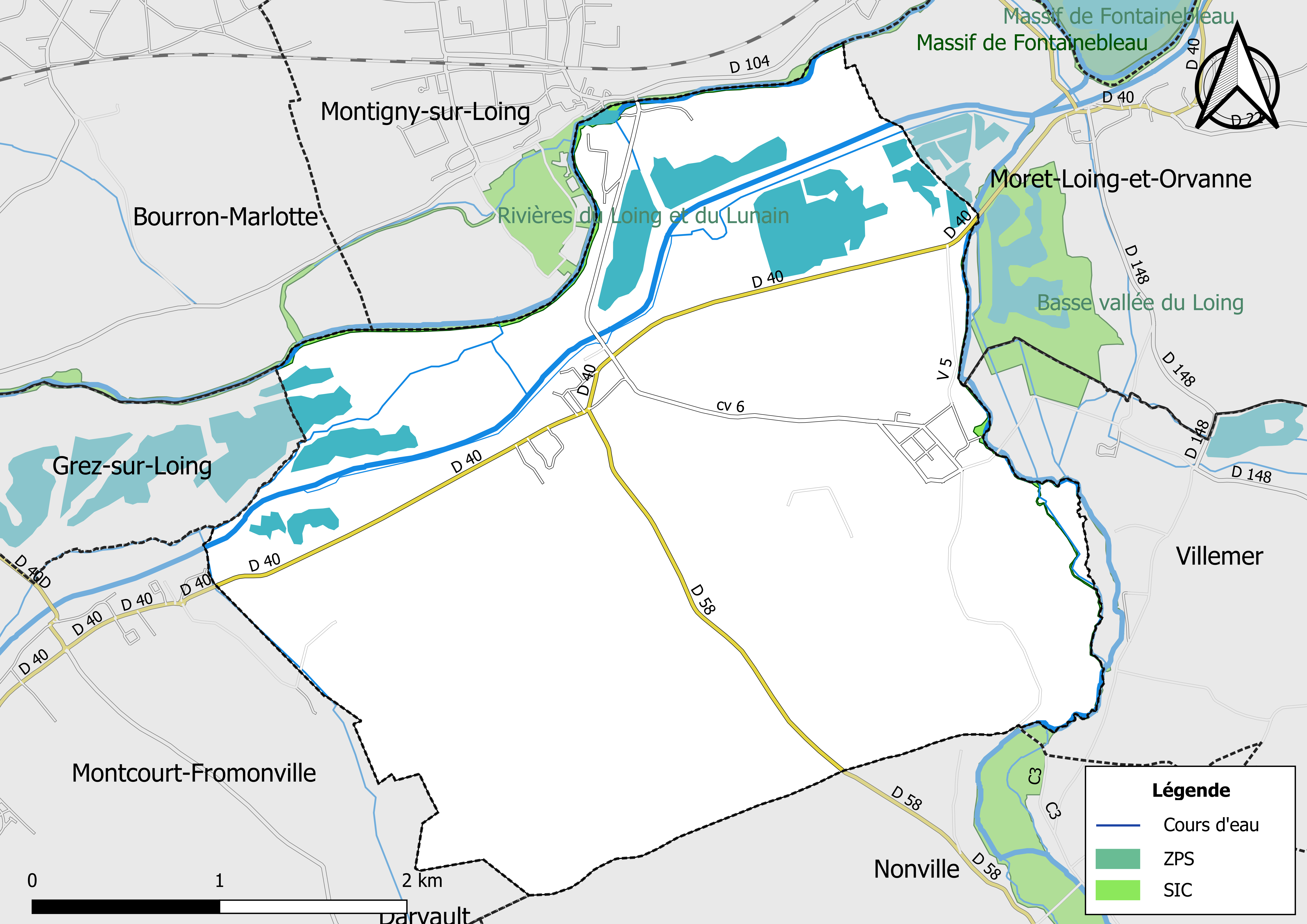
Lage

La Genevraye liegt 13 Kilometer südlich von Fontainebleau, achteinhalb Kilometer nordöstlich von Nemours sowie am rechten Ufer des Loing, eines Nebenflusses der Seine.

### Nachbargemeinden
| Bourron-Marlotte     | Montigny-sur-Loing | Moret-Loing-et-Orvanne |
| Grez-sur-Loing       | Kompass            |                        |
| Moncourt-Fromonville | Nonville           | Villemer               |

## Sehenswürdigkeiten
- Kirche Saint-Martin (Monument historique)

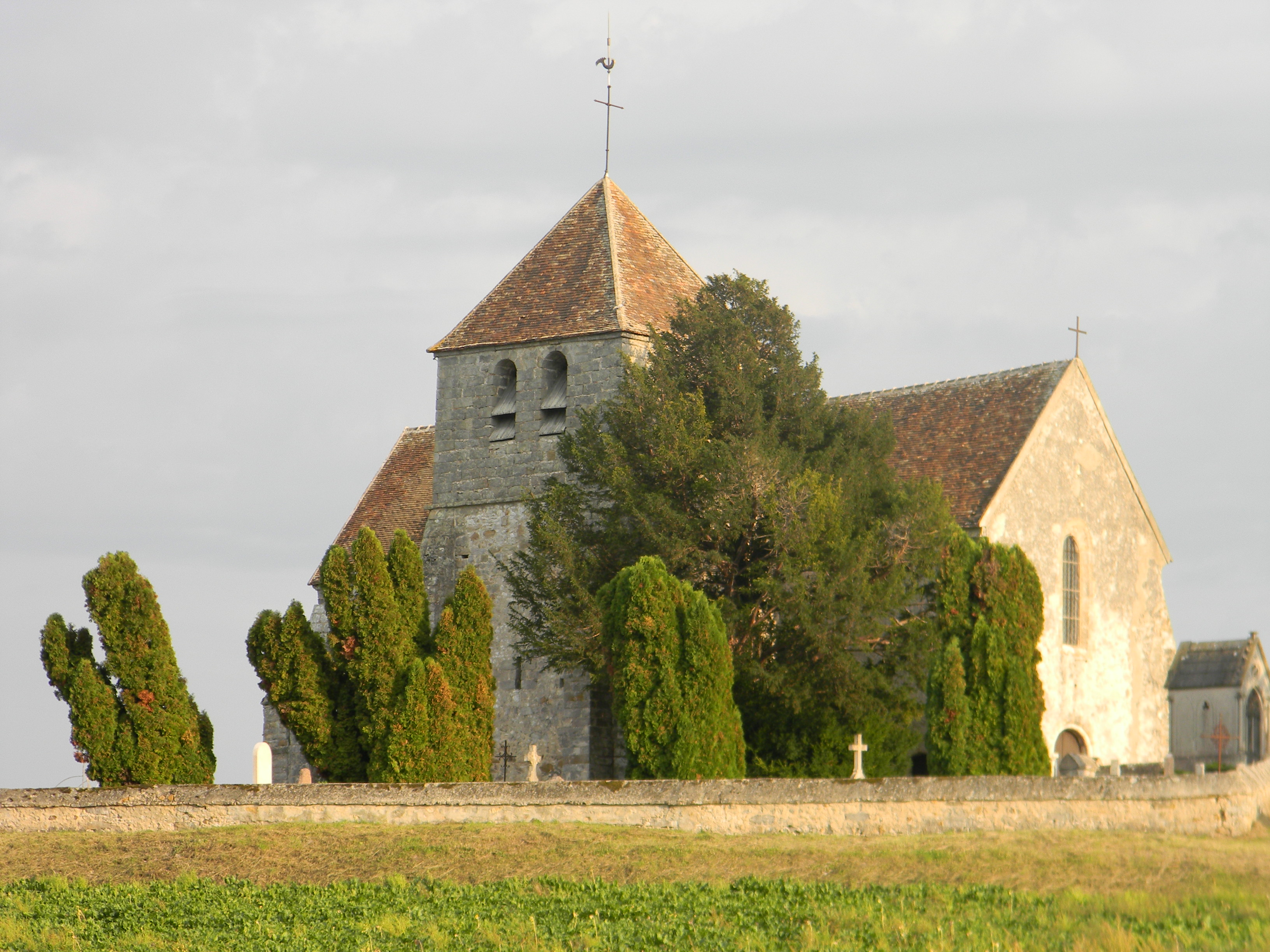
Kirche Saint-Martin